# Tyrant (série de televisão)
Tyrant é uma série de televisão estadunidense que conta a história de uma modesta família americana que se vê envolvida nos bastidores do governo de uma turbulenta nação do Oriente Médio. A série é transmitido pelo canal FX desde 24 de junho de 2014.Tyrant foi renovada para uma terceira temporada

## Sinopse
A história acompanha a vida de Bassam Al Fayeed (Adam Rayner), filho mais novo de Khalid Al-Fayeed (Nasser Faris), o ditador de um país do Oriente Médio. Discordando das atitudes do pai, Bassam se muda para os EUA, onde adota o nome de Barry. Lá ele se casa com Molly (Jennifer Finnigan), com quem tem dois filhos, Emma (Anne Winters) e Sammy (Noah Silver).
Passados vinte anos, ele volta para seu país natal, juntamente com a família, para o casamento de seu sobrinho, Ahmed (Cameron Gharaee) com Nusrat (Sibylla Deen). Em seu retorno, ele encontra seu país vivendo turbulências políticas e sociais, o que o leva a sofrer um choque dramático entre culturas quando ele é jogado de volta ao mundo da política e dos dramas da sua juventude.
O pai de Barry, ainda está no poder. Para governar o país, ele conta com a ajuda de seu filho mais velho, o cruel Jamal (Ashraf Barhom), que é casado com Leila (Moran Atias); além dele, Al-Fayeed também recebe o apoio de Yussef (Salim Daw) seu conselheiro e confidente.
No elenco também estão Mehbi Dehbi, como Abdul, contratado para manter Sammy, filho de Barry, longe de encrencas; Justin Kirk (Weeds), como John Tucker, um diplomata americano decadente e misterioso, casado com Dana (Jordana Spiro, de My Boys e The Mob Doctor), com quem ele trabalha na Embaixada; e Fares Fares, como Fauzi Nadal, velho amigo de Barry que se coloca contra o regime ditatorial de Al-Fayeed.

## Elenco

### Elenco principal
- Adam Rayner como Bassam "Barry" Al-Fayeed
- Jennifer Finnigan como Molly Al-Fayeed
- Ashraf Barhom como Jamal Al-Fayeed
- Fares Fares como Fauzi Nadal
- Moran Atias como Leila Al-Fayeed
- Noah Silver como Sammy Al-Fayeed
- Anne Winters como Emma Al Fayeed
- Mehdi Dehbi como Abdul
- Salim Daw como Yussef
- Alice Krige como Amira Al-Fayeed
- Justin Kirk como John Tucker

### Elenco recorrente
- Mor Polanuer como Samira Nadal
- Raad Rawi como general Tariq Al-Fayeed
- Cameron Gharaee como Ahmed Al-Fayeed
- Sibylla Deen como Nusrat Al-Fayeed
- Oshrat Ingedashet como Reema
- Mohammad Bakri como Sheik Rashid
- Alexander Karim como Ihab Rashid
- Waleed Elgadi como Walid Rashid

## Episódios

### Primeira temporada
| Nº   | Título                     | Exibição original    |
| ---- | -------------------------- | -------------------- |
| 1x01 | "Pilot"                    | 24 de junho de 2014  |
| 1x02 | "State of Emergency"       | 1 de julho de 2014   |
| 1x03 | "My Brother's Keeper"      | 8 de julho de 2014   |
| 1x04 | "Sins of the Father"       | 15 de julho de 2014  |
| 1x05 | "Hail Mary"                | 22 de julho de 2014  |
| 1x06 | "What the World Needs Now" | 29 de julho de 2014  |
| 1x07 | "Preventative Medicine"    | 5 de agosto de 2014  |
| 1x08 | "Meet the New Boss"        | 12 de agosto de 2014 |
| 1x09 | "Gaslight"                 | 19 de agosto de 2014 |
| 1x10 | "Gone Fishing"             | 26 de agosto de 2014 |

## Segunda Temporada
No dia 18 de setembro de 2014, a série foi renovada para uma segunda temporada para 13 episódios, que vai estrear no verão 2015.
A Segunda temporada teve início no dia 16 de junho de 2015 nos Estados Unidos.

## Bastidores
Ang Lee chegou a ser contratado para dirigir o episódio piloto, mas precisou se afastar do projeto quando concluiu que não teria condições de realizar esse trabalho, em função do desgaste físico e mental que teve com a divulgação de seu último filme, bem como dos compromissos que já tinha assumido. Ele foi substituído por David Yates.

## Recepção
Em sua 1ª temporada, Tyrant teve recepção mista por parte da crítica especializada. Com base de 33 avaliações profissionais, alcançou uma pontuação de 54% no Metacritic.
Em sua 2ª temporada, Tyrant obteve uma melhor recepção por parte da crítica, alcançando uma pontuação de 65% no Metacritic pela crítica especializada.